# Maltesiske medlemmer af Europa-Parlamentet 2009-2014
Dette er en liste over maltesiske medlemmer af Europa-Parlamentet 2009-2014. Listen dækker altså medlemmer af Europa-Parlamentet fra Malta, der har siddet i en periode i perioden 2009 til 2014. En person fra Partit Laburista indtrådte i parlamentet i december 2011, hvilket bragte antallet af medlemmer fra Malta op på 6.

## Liste
| Navn                            | Nationalt parti                  | EP Gruppe |
| ------------------------------- | -------------------------------- | --------- |
| John Attard-Montalto            | Partit Laburista                 | S&D       |
| Simon Busuttil                  | Partit Nazzjonalista (2009–2013) | EPP       |
| David Casa                      | Partit Nazzjonalista             | EPP       |
| Roberta Metsola Tedesco Triccas | Partit Nazzjonalista (2013–)     | EPP       |
| Joseph Cuschieri                | Partit Laburista                 | S&D       |
| Louis Grech                     | Partit Laburista (2009–2013)     | S&D       |
| Edward Scicluna                 | Partit Laburista (2009–2013)     | S&D       |
| Marlene Mizzi                   | Partit Laburista (2013–)         | S&D       |
| Claudette Abela Baldacchino     | Partit Laburista (2013–)         | S&D       |

### Partirepresentation
| Nationalt parti      | EP Gruppe | Sæder |
| -------------------- | --------- | ----- |
| Labour Party         | S&D       |       |
| Partit Nazzjonalista | EPP       |       |